# Арык (река)
Арык — река в России, протекает в Турочакском районе Республики Алтай. Устье реки находится в 1 км от устья по левому берегу реки Малый Каурчак. Длина реки составляет 11 км.
Система водного объекта: Малый Каурчак → Каурчак → Лебедь → Бия → Обь → Карское море.

## Данные водного реестра
По данным государственного водного реестра России относится к Верхнеобскому бассейновому округу, водохозяйственный участок реки — Бия, речной подбассейн реки — Бия и Катунь. Речной бассейн реки — (Верхняя) Обь до впадения Иртыша.